# 中野武宣
中野 武宣（なかの たけのり、1938年10月26日 - ）は、日本の天文学者・宇宙物理学者。専門は、恒星および惑星の形成過程。理学博士（京都大学・1966年）。
京都府舞鶴市出身で、林忠四郎の弟子。

## 略歴
- 1961年：京都大学理学部物理学科卒業
- 1966年：京都大学大学院理学研究科物理学専攻天体核物理学研究室博士課程修了、理学博士の学位を取得。
- 1967年：京都大学基礎物理学研究所助手
- 1969年：アメリカ国立電波天文台客員研究員
- 1972年：京都大学理学部助教授[2]
- 1990年：国立天文台教授
- 1999年：定年退官[3]
- 2008年現在、国立天文台名誉教授

## 著書
- 『現代の宇宙像・星はどのようにして生まれる』（単著、培風館　1991年）
- 『新しい宇宙の探究』（共著、岩波書店　1990年）